# Hollywood (piosenka Nickelback)
Hollywood – utwór kanadyjskiego zespołu rockowego Nickelback, pochodzący z trzeciego studyjnego albumu formacji, „Silver Side Up” z 2001 roku. Utwór został zamieszczony na szóstej pozycji na krążku, trwa 3 minuty i 5 sekund, i jest najkrótszym utworem zawartym na albumie. Autorem tekstu do utworu jest wokalista grupy, Chad Kroeger, muzykę skomponował wspólnie cały zespół.
Utwór „Hollywood” jest premierowym utworem. Nie był grany na koncertach poprzedzających wydanie płyty, tak jak w przypadku utworów „Money Bought” czy „Hangnail”, pochodzących z płyty „Silver Side Up”.

## Znaczenie tekstu
Tekst utworu opowiada o przedawkowaniu narkotyków, lub złej podroży. Fragment „Please don’t be too long while you’re gone, there ain’t enough to keep me here too long” może sugerować o tym że osoba uzależniona prosi aby jej nie zostawiać samej, gdyż wtedy nie będzie miała siły przeciwstawić się swemu nałogowi. Podobny temat narkotyków, zespół poruszył w utworze „Where Do I Hide”, gdzie Kroeger opisuje uzależnienie swojego kolegi.
Utwór rozpoczyna się od spokojnego wstępu gitarowego. Cechuje się on typowym dla zespołu schematem spokojniejsze zwrotki, oraz mocne powtarzające się refreny, gdzie brzmienie jest mocniejsze. Utwór posiada także krótkie solo, po którym następuje chwilowe zwolnienie utworu. Po tym następuje powtarzający się mocny refren. W refrenach utworu, pomiędzy śpiewanymi wersami słychać jest także podgłosy.

## Utwór na koncertach
Utwór powstał w 2001 roku. Zaczął być grany na koncertach tuż po wydaniu albumu „Silver Side Up”, pod koniec 2001 roku. Przez cały okres trwania trasy „Silver Side Up”, był prezentowany na żywo. Dzięki temu znalazł się na pierwszej koncertowej płycie zespołu „Live at Home”, której zapis został zarejestrowany 25 lutego 2002 roku w Rexall Place w Edmonton. W tej wersji koncertowej, utwór trwa 3 minuty i 25 sekund, czyli 20 sekund dłużej niż w wersji studyjnej. Piosenka zabrzmiała także na żywo podczas występu grupy na festiwalu rockowym „Bizarre Festival” w Niemczech. Utwór przestał być grany na żywo podczas trasy „The Long Road Tour” w roku 2003. Po raz pierwszy na żywo ponownie został wykonany po siedmiu latach, na koncercie 3 kwietnia 2010 roku w Atlantic City w ramach trasy „Dark Horse Tour”.

## Twórcy
Nickelback
- Chad Kroeger – śpiew, gitara rytmiczna, produkcja
- Ryan Peake – gitara prowadząca, wokal wspierający
- Mike Kroeger – gitara basowa
- Ryan Vikedal – perkusja

Produkcja
- Nagrywany: kwiecień–czerwiec 2001 w Studio Green House w Vancouver, oraz w Burnaby, Kolumbia Brytyjska, oraz w London Bridge Studio, Seattle, Waszyngton
- Producent muzyczny: Chad Kroeger, Rick Parashar
- Realizator nagrań: Rick Parashar
- Miks płyty: Randy Staub w „Armoury Studios” Vancouver
- Mastering: George Marino w „Sterling Sound”
- Inżynier dźwięku: Joe Moi
- Asystent inżyniera dźwięku: Pat Sharman
- Obróbka cyfrowa: Geoff Ott
- Aranżacja: Chad Kroeger, Ryan Peake, Mike Kroeger, Ryan Vikedal
- Zdjęcia: Daniel Moss
- Manager: Bryan Coleman
- Koordynator produkcji: Kevin Zaruk
- Pro Tools operator: Alex Aligazakis
- Tekst piosenki: Chad Kroeger
- Wytwórnia: Roadrunner, EMI